# ニホンちゃんの登場人物
ニホンちゃんの登場人物では、2ちゃんねる・ニュース速報板で発生し、ハングル板で育ったフィクション『ニホンちゃん』に登場する、架空の人物を列挙する。
本作品は多数の作者により多くの作品が公開されているため、本項での説明が必ずしも全ての作品に当てはまるとは限らない。ニホンちゃんは作品毎の多少の設定の食い違いは許容されており、作者の数だけニホンちゃん世界は存在する。
なお、「本ドラマは全くのフィクションであり、実在の国家・指導者とは何の関係もありません」ということにされている。

## アジア町

### 日本（日ノ本家）

#### ニホンちゃん （日ノ本さくら）
日本国の擬人化。本名は日ノ本さくら（日の本、日乃本、日之本の場合もあり）。
名前の由来は木之本 桜から。
本編の主人公。可憐な美少女。気弱だが人懐っこい性格で、地球町の住人からは慕われている。
しかし、個性派揃いのクラス内で話を聞いてもらえないことも多い。
以前はカンコ君やチューゴ君などからはイジメられることも多かったが、最近では軽くいなしているところも見受けられる。
普段は物静かであり、怒った時もカンコ君のように騒いだり喚いたりはしないものの、その威圧感でチューゴ君やアメリー君を含めてクラス全体に衝撃を走らせることもある。

とてもお人よしで困った人がいると見捨てられないタイプであり、いじめっ子のカンコ君やチューゴ君でさえ困っていれば助けようとする。家は金持ちである。
趣味はマンガや機械いじり、手先が器用で得意教科は図画工作。
物語の中心的キャラクターではあるが、最近は出番が少なくやや影が薄いようである。

#### ウヨ君 （日ノ本武士）
日本の保守的な部分の擬人化。本名は日ノ本武士（たけし）。
名前の由来は右翼から。
ニホンちゃんの弟。少しシスコン気味。祖父ニッテイを尊敬している。
普段から学ランに下駄を履き、日本刀（または竹刀）を常時帯刀している。
歌を歌うのが好きでギターも弾ける。時々弾き語りや漫談をやるのだが、かなりの音痴である。
以前は姉がチューゴ君やカンコ君からいじめられると制裁を加えようとしたりしていたが、最近は姉がチューゴ君やカンコ君からのちょっかいを受け流せるようになってきたので姉を守る機会が少ない。モンゴル君に対しては好感を持っている。
寡黙な勉強家だが、しばしば姉のことで暴走することも。
個性派揃いのシリーズ内では常識人の部類に入る。
実は絵が得意で漫画を描いてコミケにサークル参加したこともある。
ちょっぴりオタク。

#### ザイちゃん
在日韓国・朝鮮人の擬人化。カンコ君の妹。
日ノ本家の居候。密かにウヨ君に思いを寄せている。
カンコ君のもとに帰る気はないらしいが、養子にならないかとの誘いをなぜか拒み続けている。
本人曰く「日ノ本家に無理矢理さらわれたニダ！」と言っているが、その辺は良く解らない。
月決めのお小遣いが貰えないコトを不満に思っているが、パパに色々サービスしてその度にお駄賃をせしめているので実は武士より収入が多い。
武士にかまってもらえないと自分のチョゴリをハサミで切って気を引こうとするツンデレである。
ラジオ番組が好き。

#### ニホンパパ
日本の政治の擬人化。本名は日ノ本ジミン。
名前の由来は政党の自民党から。
ニホンちゃんのお父さん。ニホンママの回想によると（第106話）どうやら入り婿さんらしい。
時々、ニホンママに黙ってザイちゃんにお小遣いをあげる（第42話）。

#### ニホンママ
日本の経済の擬人化。本名不詳。
ニホンちゃんのお母さん。普段はしっかり者のキャリアウーマン。
日本の技術力の象徴でもある。

#### ニッテイさん（日ノ本テイコク）
大日本帝国の擬人化。本名は日ノ本テイコク。
ニホンちゃんの祖父。ニホンママの父。昔は暴れん坊であったという伝説がある。
かつて第二次町内大喧嘩の折は中心人物のひとりで、その時はアメリーパパを相手に大立ち回りを演じたこともある。
既に他界。かつては怜悧な人であったらしいが、ニホンちゃんはやさしい祖父の姿しか知らない。
すでに死去しているが、いまだにカンコ君やチューゴ君などに恐れられ続けている。
多数の愛人がいたという噂がある。多分、精神論者。

#### ナデシコさん（日ノ本ナデシコ）
古きよき日本の擬人化。本名は日ノ本ナデシコ。
ニホンちゃんの祖母。ニホンママの母。名前のとおりの大和撫子。しかし芯は強く、こうと決めたら頑として譲らない。
エリザベスちゃんからはナデシコさまと呼ばれている。

### 日本（日ノ本家の親戚）

#### アサヒちゃん （朝比奈サヨ）
日本の進歩的な部分やマスコミ、もしくは朝日新聞の擬人化。本名は朝比奈サヨ。
ニホンちゃんとウヨ君のいとこ。新聞部のリーダー。新聞部三人娘のひとり。
ニホンちゃんそっくりの容姿だが、メガネをかけている。
ニホンちゃんを陥れようと、捏造記事を書いたり、カンコやチューゴにいらぬ告げ口をしたりする。
チューゴ君と付き合っている。

#### サヨックおじさん
日本の進歩的な部分の擬人化。アサヒちゃんのパパ。
名前の由来は左翼から。
喫茶店を経営するが、あんまり流行っていない。
いろいろかわいそうな人である。

#### リュー君
沖縄（琉球）の擬人化。ニホンちゃんの親戚の男子。
語尾は「さー」。ニホンちゃんを「ニホンネーネー（ニホン姉さん）」と呼ぶ。
カンコ君に言葉のこじつけで「ウリ（カンコ君）とリューは親戚」と言って、日本家から引き離そうとしたが、「カンコさんよりもニホン姉さんの方がかなり近い」と一蹴。もともと、ニホンちゃんにちょっかいを出すカンコ君に反感を持っている（一方でモンゴル君とは友好的なつきあいしかなかったことから仲がいい）。

#### アイヌちゃん
北海道（アイヌ）の擬人化。ニホンちゃんの親戚。
カンコ君と仲良し。チューゴ君がアプローチを掛けようとしている。
モンゴル君とは一度だけ喧嘩をしたことがあるが、仲直りした。

### 日本（その他）

#### マイちゃん
毎日新聞の擬人化。新聞部所属。
アホ毛のアホの子。新聞部三人娘のひとり。カンコ君に好意を寄せている様子。
ジャーナリストの卵。アサヒちゃんを「お姉さま」と呼ぶ。

#### ヨミちゃん
読売新聞の擬人化。新聞部所属。
オレンジのリボンで時々ウサギ。新聞部三人娘のひとり。巨人軍が好き。
ゴジラカードは手放したが、たくさんボーキューカードを集めている。

#### シャミンちゃん
社民党の擬人化。風紀委員会所属。
ヒステリックな風紀委員。

### 東アジア
アジア町字東亜

#### タイワンちゃん
台湾の擬人化。名前は美麗。
ニホンちゃんの親友。元気なスポーツ少女。「一緒に中華アパートに住もう」と、しつこくアプローチしてくるチューゴ君を嫌っており、彼との距離を置くためにニホンちゃんとアメリー君と仲良くしている（長らくモンゴル君とは疎遠であったが、同じくチューゴ君に対する反感から接近）。勝気で活動的、拳法の達人である。アメリー家かぶれでもあり、さらにニホンちゃんのマンガ・アニメをこよなく愛している。
近隣住人に恵まれないニホンちゃんにとって、数少ない良い隣人である。

#### カンコ君 （朴利男）
韓国の擬人化。本名は朴 利男（パク イナム）。
本編のもうひとりの主人公。ちょっとキムチな人。先祖は熊（檀君参照）。
トラブルメーカーで彼と関わるとなぜかろくなことが起きない。何かとニホンちゃんに対してちょっかいを掛けてくる。
自己中心的で、強きに従い、弱きをいたぶる。チューゴ君には逆らえない。語尾は「ニダ」、口癖は「アイゴー」と「ウリナラマンセー」、「謝罪と賠償」など。
兄のキッチョムが引きこもりだったり、親戚が中華アパートや日本家に居候していたりと複雑な事情の家族構成。なにかと可哀想な少年である。常識人の妹がおり、兄カンコくんのフォローをする傾向もある。
ベトナちゃんに火傷のクレームを言われ、気が動転して暴走してしまい、アメリ―君、チューゴ君に助けを求めるが（アメリ―君は関わりたくなくて、チューゴ君は知らんぷりされて）断られる。

#### キッチョム君
北朝鮮の擬人化。カンコ君の兄。
引きこもりで学校には登校せず、口からでまかせの嘘を言ったり、追い詰められるとナイフや花火などをちらつかせることもある。たまに学校に顔を出すかと思えば、ニホンちゃんにカツアゲをしている。さらに勝手に花火を上げようとして、アメリ―君などが制裁しようとするが、チューゴ君とロシアノビッチ君に「我々が言い聞かせますから」と阻止される。
民話の吉四六とは何の関係もない。

#### チューゴ君
中国（北京政府）の擬人化。不気味だが、クールな策士。
父にタクミン、母にチベット、妹に香（キョウ）ちゃんがいる。この他にも非常に家族が多い。中華アパートの経営など商売人気質。
アサヒちゃんと付き合っているが、タイワンちゃんにも熱烈アタック中。
しかし、タイワンちゃんとは腹違いの兄弟なのではないかという噂（第19話）もある。
（この他にも叔母説、従兄弟説、他人説がある）
語尾は「〜アル」。服装はいつも緑色の人民服か、黒いカンフー着を着ている。
夏休みの宿題が全く進まず、最終日にニホンちゃんから横取りしようとしてタイワンちゃんとネシアちゃんに怒られ、先生にも叱られる。

#### 香ちゃん
香港の擬人化。チューゴ君の妹。
長い間エリザベスちゃんの家に養子に出されていたが、最近同居するようになった。
しかし、なかなかチューゴ君の家に馴染むのが大変らしい（第586話）。
たびたびチューゴくんがお金の無心に来て困っている（第621話）。

#### モンゴル君
モンゴル国の擬人化。かつての番長。本名は「バートル」。
かつては番長と呼ばれ、暴れん坊でどうしようもなかったが、今では寡黙でおとなしくなった。ロシアノビッチ君と仲がいい。
ニホンちゃんに一目ぼれして、猛烈アタックしたことがある。
遊牧生活もしていて、たまに羊の世話で学校休んだりして欲しいところである。
カンコ君のことは嫌い。でも、めったにカンコ君に怒っていないようである。

### 東南アジア
アジア町字東南

#### ベトナちゃん
ベトナムの擬人化。謎の転校生、越南飯店の看板娘。
長い髪と純白のアオザイがトレードマークの物静かな性格の女の子。笠をかぶっていることが多い。
可憐な佇まいだが、報復はキッチリ遂行する。
家族にホーチミン君という兄と、ベトナちゃんより強いと噂される母親（ベトナママ）がいる。
昔、アメリーの“カレハザイ”で腕に火傷を負ってしまい、包帯やアオザイの袖などでその傷痕を隠している（絵師さんによっては包帯を描いたり描かなかったり）。しかしこの時、アメリーを倒したらしく、密かに作品中最強の噂がある。
また、アメリーだけでなくチューゴ君にも勝っている（しかも圧勝）恐ろしい子。
一時期、ベトナちゃんの家にはタイゾーという人が下宿していたが、とあることで死んでしまった。
ベトナちゃんはタイゾーの傷だらけのカメラを思い出と共に大切にしている。
彼女のアルバムには一枚だけタイゾーと一緒に撮った写真と、タイゾーのカメラで撮ったクラスメイトとの思い出の写真が綴られている。
一度、カンコ君に火傷のクレームを言ったが、気が動転したカンコ君が暴走してしまう。そんなカンコ君に「もういいわ」と言って、許してしまった。カンコ君はその後、彼女の兄に謝罪の歌を歌った。

#### ネシアちゃん
インドネシアの擬人化。合唱部所属。
ニホンちゃんと仲が良い。祖父にインドーネ祖父、父にネシアパパがいる。頑固な父に対して反抗的。
インドーネ祖父はかつて借金の形に店をとられたことがあり、ネシアパパはニッテイさんのことを「怖いけど頼りになるところもあった」と評価（第13話）している。
最初はすぐ「みーん」と泣く萌えキャラだった。エッチなものは嫌い。チューゴ君がニホンちゃんから夏休みの宿題を横取りしようとしたのを聞いて、ダメ出しをした。
かつてネーデル君の保護下だったらしく、ネーデル君が強引に着せようとしたトリニティ服を気に入らず、リメークしてオリジナルの服につくりかえた。

#### シンガ君
シンガポールの擬人化。清掃委員。
潔癖症な男の子。マーというライオンと魚の半獣半魚のぬいぐるみを持っている。
父が厳しい人で、テレビも決められたチャンネルしか見せてもらえないらしい。

### 南アジア
アジア町字南亜

#### イン堂君
インドの擬人化。
インドの擬人化。頂上会議メンバーの座を狙う。
算数が得意。現在アジア町でも評価急上昇中。

#### バングラ君
バングラデシュの擬人化。
「バングラでしゅ…」で始まる自虐ネタが得意。

#### ブータンちゃん
ブータンの擬人化。
山奥に住んでいる。小さいがニホンちゃんによく似ている。

### 中東（西アジア）
アジア町字中東

#### 紫苑（しおん）ちゃん
イスラエルの擬人化。名前の由来はシオンの丘から。
新しく建てた教会に住んでいるあやしい女の子。あやしい魔術を使うという噂がある。
度重なる喧嘩・いじめによる流浪の末ようやく今の家に住めたために、家に対する執着が凄まじく、外圧には非常に敏感。
楽観的なニホンちゃんの性格にイライラしている。
紫色のセミロングのソバージュヘアでいつも眉間にしわを寄せたむすーっとした表情で描かれていることが多い。
暗殺術「猛者怒」の使い手。時々催眠術を使い、クラスの人々を惑わす。

#### 覇魔酢（はます）
パレスチナ（ハマース）の擬人化。
よくお腹を空かせている。

#### トル子ちゃん
トルコの擬人化。オスマンじいさんの孫。
ユーロ町寄りにある菓子処「おすまん堂」の看板娘。愛用の自転車の名前はエルトゥールル号。
おすまん堂はいつも繁盛している。おすまん堂の人手不足解消のため、メイドロボ「EU」に興味を示している。

#### ペルシャちゃん
イランの擬人化。
紫苑ちゃんと仲が悪い。
正義の味方気取りのアメリーが嫌いで、ニホンちゃんと仲がいい。

#### イラ君
イラクの擬人化。
関西弁で話す。

## ユーロ町

### 西欧
ユーロ町字西欧

#### エリザベスちゃん
イギリスの擬人化。名家のお嬢様。
権謀術数に長けたお嬢様。祖父は町内会長。義理の姉がいたが、交通事故で他界（第89話）している。
栗色のややウェーブのかかった髪で、チェックのスカートを愛用。フランソワーズちゃんとは、晴れた昼下がりに午後の紅茶を頂きながら優雅な言動で、互いに牽制し合うステキな間柄。誰もその間に首をつっこめない。
毅然とした態度を貫きたいらしく、あまり主張はしないが、実は心に秘めたる熱いパンク魂の持ち主。
怒るとサディストじみたすごく怖い笑みを浮かべる。祖母の時代はアメリー家を子分にしていた。

プライドが高く、午後の紅茶は毎日欠かさない。頭脳明晰・スポーツ万能であるが、料理は苦手らしい。頂上会議メンバー。

#### ゲルマッハ君
ドイツの擬人化。アーリアちゃんの双子の兄。本名はゲルマッハ・ドイッチェラント。名前の由来はゲルマン人から。
ニホンちゃんに並ぶ、手先が器用で凝り性。質実剛健。アーリアの双子の兄。
初登場（第9話）のときはドイーツ君だったような気がする。
その後、ゲルマン君（第41話）、ゲルマンスキー君（第56話）になって最終的にゲルマッハ君に落ち着いた。
メイドロボEUの開発を先頭に立って行っている。頂上会議のメンバー。

#### アーリアちゃん
旧東ドイツの擬人化。ゲルマッハ君の双子の妹。名前の由来はアーリア人種説から。
最近ようやく兄妹一緒に住むようになり、現在の兄妹の仲は良好である。
旧ドイツ家で、シュタージおじさんに諜報員として暗殺技術などを叩き込まれたことがあり、その影響で口調が堅い。
基本的にクールな性格だが、じつは繊細。シャワー室にて「…今度はイタ公抜きでやろうぜ…」とニホンちゃんを後ろから抱きしめながら耳元にささやいたことも。

#### フランソワーズちゃん
フランスの擬人化。オタク。
ゴージャス系のお嬢様。料理自慢でお洒落だがかなりのワガママである。
金髪の縦ロールでおでこ娘、フリルのついた服と扇子を愛用。
お嬢様キャラで、エリザベスちゃんとはよきライバル関係（宿敵と書いて「とも」と読む）にある。
お菓子作りが得意。ニホンちゃんのアニメやマンガが好きなのでニホンちゃんに好意を寄せている。

鞄や洋服などのアパレル関係に関しては素晴らしいセンスの持ち主。頂上会議メンバー。

#### ジュネーブ君
スイスの擬人化。保健委員。
普段は一匹狼で他人と組むということはしない。実家が大銀行。

#### ベルギー君
ベルギーの擬人化。ベネルクス三人組のひとり。ワッフルおじさんの息子。
父に似てチョコレート作りが、祖母に似てレース編みが得意な家庭的な男子。温厚で友好的な性格。ネーデル君と違い、フランソワーズちゃんと仲がいい（ネーデル君とのけんかで、フランソワーズちゃんが加勢してくれたのに感激）。逆にゲルマッハ君とアーリアちゃんがフランソワーズちゃんを攻撃するのに勝手に彼を通ってしまったことを根に持っている。

#### ネーデル君
オランダの擬人化。ベネルクス三人組のひとり。名前は正式名称ネーデルラントから。
ベルギー君の従兄弟。チューリップを愛する中性的な少年。
母にチューリップおばさん、妹にダッチちゃんがいる。
存在感がいまいち薄いベネルクス三人組の中では一番メジャーかもしれない。
フランソワーズちゃんのことはあまり好きではなく、かつてゲルマッハ君がフランソワーズちゃんを叩きのめした時、「ざまあ」と思った。

#### ルクセンブル君
ルクセンブルクの擬人化。ベネルクス三人組のひとり。
ネーデル君の従兄弟。基本的に物静かで存在感は無い。
あまり知られていないが、ひそかにお金持ちの家柄。
かつてゲルマッハ君とアーリアちゃんにいじめられていたことを恨んでいて、ポーラちゃん、マカローニノ君と三人寄ると、ドイツ兄妹の悪口を言う。

#### ハプスブルク先生
オーストリアの擬人化。細身で巨乳。愛称はハプ先生。
名前のモチーフはハプスブルク家。没落した名家の令嬢。3年地球組の担任。

### 東欧
ユーロ町字東欧

#### ロシアノビッチ君
ロシア連邦の擬人化。酔っ払い。落ちぶれても元上流家庭。
本名はイワン＝ロシアノビッチ＝ルースキー。
祖父のソビエトフスキー（ソ連の擬人化）が残した借金のせいで、貧乏な生活を送っている。
小5のくせにウォッカボトルを常時携帯。
しかし、シラフのロシアノビッチくんはプーチン以上マフィア未満（第294話）。
伝家の宝刀「冬将軍」をくらって立ち上がったものはいない（第853話）。
妹が12人いる（それぞれの名前はキルギスちゃん、グルジアちゃん、トルクメニスちゃん、ロシアちゃん、モルドバちゃん、ウクライナちゃん、アゼルバイちゃん、ウズベキスちゃん、カザフスちゃん、ベラルーシちゃん、タジキスちゃん、アルメニアちゃん）。
花火をたくさん持っていることから頂上会議メンバーでもある。メンバー随一の力持ちでもある。
また、芸術的素養があり、フィギュアスケート大会のときは別人のようにかっこいいらしい（第284話）。

#### ウクライナちゃん
ウクライナの擬人化。最近、兄からの独立志向が目立つ。
ロシアノビッチ君を「兄上様」と呼ぶ。
清貧に耐えつつ妹たちの世話をして、ロシアノビッチ君を支えるかいがいしい女の子。だが、その後はエリザベスちゃんたちに接近している。

#### ルーマちゃん
ルーマニアの擬人化。吸血鬼の血を引くと噂される謎の少女。
しかし、ニホンちゃんの作者たちにルーマニアの知識があるわけがなく、ルーマニアといえばドラキュラという短絡的な考えで吸血鬼っぽいキャラクター設定になっている。

#### ソフィアちゃん
ブルガリアの擬人化。緑髪のツインテール。
紙相撲で「琴欧丸」を操る。ヨーグルトが好き。

#### ポーラちゃん
ポーランドの擬人化。家なき子ポーラ。
昔、シベリアのウラジオ孤児院にいた時にニッテイさんに助けてもらったことがある。
ロシアノビッチ君に対する怨嗟が大きいので、ゲルマッハ君とアーリアちゃんとは大人の関係ではあるが、内心恨んでいて、マカロニ―ノ君やルクセンブル君と一緒になってドイツ兄妹の悪口を言うこともある。

### 南欧
ユーロ町字南欧

#### マカロニーノ君
イタリアの擬人化。女の子を見境無く口説く。
頂上会議のメンバー。初登場（第9話）のときはイタリー君だったような気がする。

#### マルタ君
マルタ共和国の擬人化。マカロニーノ家の居候。
エリザベスちゃんを守るために女装している。男の子だけれどもお色気担当。

#### ヨハネ君
バチカン市国の擬人化。名前のモチーフはヨハネ・パウロ2世 (ローマ教皇)から。
ユーロ町にある大きな教会の跡取り。金髪の美少年で地球町の教会で神父を務める。
マカロニーノ君の親戚。ユーロ町の名物おじさんであるバチカンのおっさん（第414話）の息子。
定職についていない父親と違いまじめだが、天然ボケの浮世離れした性格である。
ウヨ君やザイちゃん、ラスカちゃんの同級生。バカ丁寧な言動。ウヨ君とのボケ突っ込みコンビは秀逸。
ベネディクト16世 (ローマ教皇)に代わってもヨハネ君はヨハネ君のままである。

#### ポルとガル
ポルトガルの擬人化。双子の兄妹。
二人でひとつ、会話のときは二人で同時に話す。
「〜れす」と間延びした口調がポル(´v｀)、関西弁なのがガル(‘д‘)。

#### アテネちゃん
ギリシャの擬人化。名前の由来は首都のアテネより。
頭は良いはずだが、性格がわりといいかげん。

#### フラメンコ先生
スペインの擬人化。カンコ君の担任。
名前のモチーフはフランコ将軍とフラメンコから。情熱的な指導で5年地球組を導く。
97cmのバストを誇り、授業には常に見せブラ着用で望むため、思春期の小学5年生には目の毒である。シエスタ（昼寝）が大好き。暴走するカンコ君に対してモンゴル君と一緒に注意したことがあった。

#### バスクたん
バスク地方の擬人化。フラメンコ先生の年の離れた妹。女子高生。
ユーロ街の下町にあるメゾン・イベリア（木造モルタル2階建て、アントニオ・ガウディ建築の古時計の似合うアパート）の一階にフラメンコ先生と一緒に住んでいる。
ポルとガルの姉貴分で少年のような言葉づかい。女子高生のはずだが、小学3年生くらいにしか見えない。
美貌の姉にコンプレックスを抱いているが、家事は姉とは比較にならないくらい良く出来る。

### 北欧
ユーロ町字北欧

#### ノルウェー君
ノルウェーの擬人化。ユーロ町の北の方に住む。
優等生が多い北欧キャラクターの中、少し突出した存在。賢明な中にヴァイキング的熱さを持つ。鯨が好き。

#### フィンランちゃん（スオミちゃん）
フィンランドの擬人化。ユーロ町字北欧。自分のことを「スオミちゃん」と呼ぶ。
おじいちゃんはサンタクロース、おばあちゃんはムーミン。
と書くとのんびりムードだが、実は喧嘩が強い。

#### まふゆちゃん
アイスランドの擬人化。銀色の白髪と瑠璃色の瞳。
ノルウェー君の親友。鯨が好き。吹雪を呼ぶ特殊能力がある。

## 北米町

### アメリー君
アメリカの擬人化。陽気だけど少し乱暴。クラスの中心人物。
クラスの番長的存在だが最近腕力にものをいわせる傾向あり。
何でも一番でないと気がすまない性格で、常にニホンちゃんにアプローチを掛けている。頂上会議メンバー。
ラスカちゃん、ベガスちゃんの2人の妹がいる。

### ラスカちゃん
アラスカの擬人化。アメリー君の血の繋がらない妹。
ロシアノビッチ君の13人目の妹だったが、養子に出された。
ウヨ君のクラスメイト。なぜかウヨ君が好き。ウヨ君を巡ってザイちゃんと三角関係。

### カナディアン君
カナダの擬人化。フランソワーズちゃんを尊敬している。
長身だが、影が薄く、いつも存在を忘れられてしまう。ひそかに頂上会議メンバー。
あまりカンコ君のことを良く思っていないらしい。ケベックちゃんという妹がいる。

### ケベックちゃん
ケベック州の擬人化。カナディアン君の妹。
ウヨ君のクラスメイト。フランソワーズちゃんを慕って「お姉様」と呼んでいるが、実の兄のことは蔑ろにしている。

### メヒコ君
メキシコの擬人化。
歌とギターと旅を愛する男。カップラーメンが主食。

### キューバちゃん
キューバの擬人化。
アメリー君に負けずに頑張る。ボーキューが得意。

### チエ姉さん
チェ・ゲバラの擬人化。
任侠肌の姐御。「私を必要としている人」のために戦い続けた。

### ハイチちゃん
ハイチの擬人化。
ギルドから依頼を受け、ブードゥ魔術で拝み屋のようなことをしている。

## 南米町

### ブラジー君
ブラジルの擬人化。
サッカーが得意。シューキュー大会では必ず上位進出。
しかし昔はポルとガルにいいように使われていたことも。

### ペルーちゃん
ペルーの擬人化。小説未登場だが、イラストが存在するキャラクター。
アジア町の人々に似た風貌をしている。三つ編みに赤いポンチョ、小さな山高帽をかぶっている。
友達のリャマといつも一緒。

### コスタリカちゃん
コスタリカの擬人化。本名は小須田梨華。
「石の真球」というオーパーツを持っているらしい。
自宅に警備員も防犯装置もいらないと言っている。

## オセアニア町

### オージー君
オーストラリアの擬人化。
とにかく目立たない少年。語尾は「〜ダス」。エリザベス家の分家。

### キャンベラちゃん
オーストラリアの擬人化。オージー君の妹。
同じ境遇のケベックちゃんとコンビを組んでいるが、兄を見限っているケベックちゃんに対して、キャンベラちゃんは案外兄想いなところがある。
再生能力者(リジェネレーター)であるらしい。

### ニュージー君
ニュージーランドの擬人化。オージー君の親友。

### パラ雄君
パラオの擬人化。釣りが好き。
家は大きな池の中の島の上にあり、かつてはボートで行き来していた。それを不便に思い、アメリー君にお金を援助してもらい、カンコ君に橋を作ってもらったがすぐに崩壊した。その後、ニホンちゃんにより無料で橋を作ってもらった。

### ツバルちゃん
ツバルの擬人化。パラオ君の同級生。
家が水浸しになり、ニュージーランド家にお引っ越しすることになったらしい。

## その他

### メイドロボ「EU」
EUの擬人化。ユーロ町で開発しているメイドロボット。未完成。
キャラクターのモデルは『To Heart』のセリオ。

### 国連先生
国連の擬人化。地球小学校の校長先生。苦労人。

### マエミ
台風の擬人化。大柄な電波女。名前の由来は2003年の台風14号「マエミー」。
ヒューマノイドタイフーン。以前（2006年）、タイワンちゃんをスルーしてチューゴ君をぶん殴り、ニホンちゃんを無視してカンコ君をぶっ飛ばして嵐のように去っていった。

## 地球小学校での分類

### 5年地球組
- ニホンちゃん
- カンコ君
- アメリー君
- タイワンちゃん
- チューゴ君
- アサヒちゃん

### 3年地球組
- ウヨ君
- ラスカちゃん
- ケベックちゃん
- パラ雄君
- 香ちゃん
- ヨハネ君
- マルタ君

### 職員室
- フラメンコ先生
- ハプスブルク先生